# Fratta Polesine

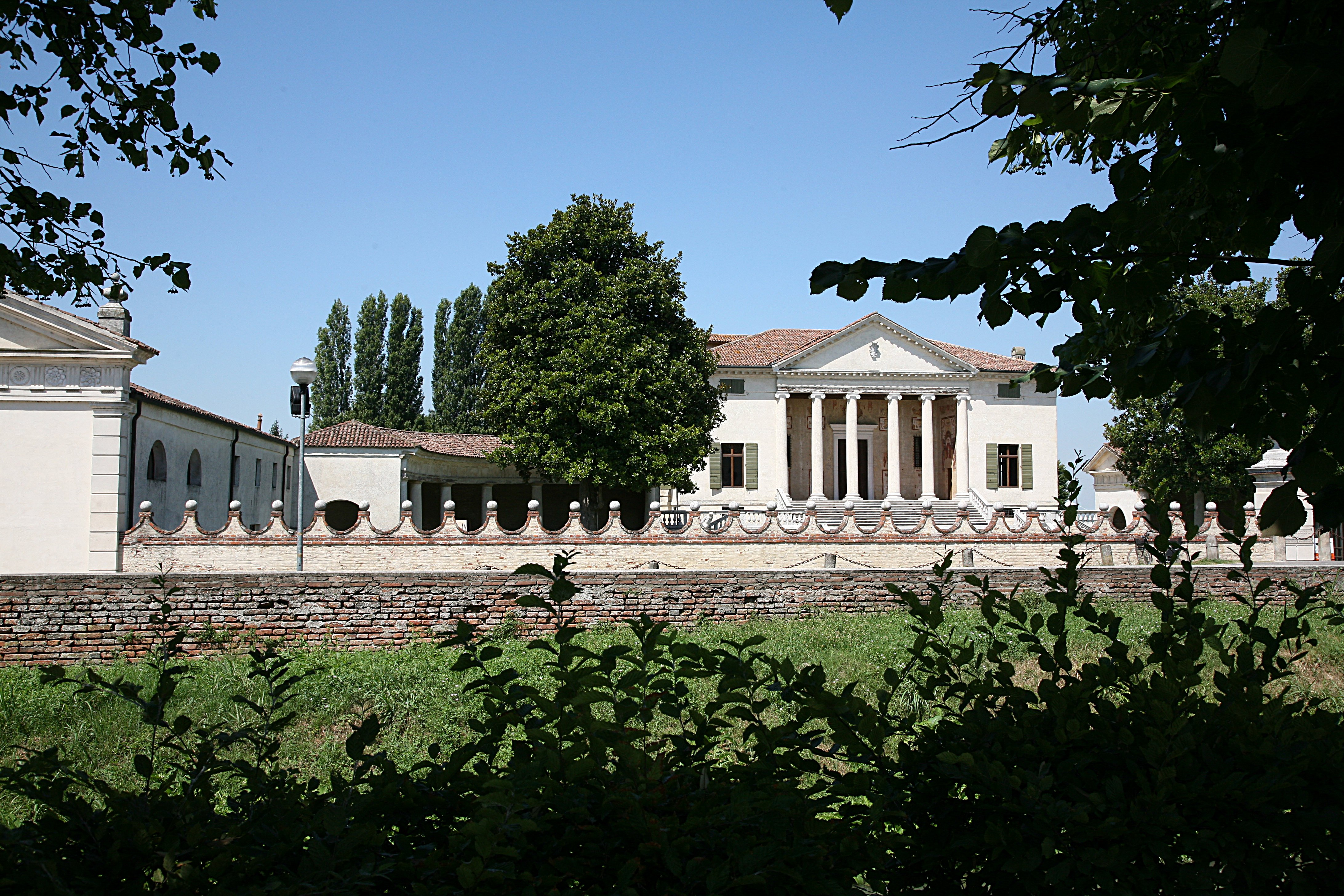
Villa Badoer, ein Bau von Andrea Palladio

Fratta Polesine ist eine nordostitalienische Gemeinde mit 2444 Einwohnern (Stand 31. Dezember 2023) in der Provinz Rovigo in Venetien. Die Gemeinde liegt etwa 12 Kilometer westsüdwestlich von Rovigo. Seit Februar 2011 führt die Gemeinde den Titel Città (Stadt).

## Geschichte
In der späten Bronzezeit befanden sich auf dem Gemeindegebiet eine Siedlung und zwei zugehörige Nekropolen, von denen über 650 Gräber erforscht wurden. Dieser nach dem Ortsteil Frattesina benannte archäologische Fundort dürfte zwischen 1100 und 900 v. Chr. eines der wichtigsten europäischen Zentren der Glaserzeugung gewesen sein. Die Siedlung hatte eine Ausdehnung von über 9 ha und bestand von ca. 1200 bis ins 8. Jahrhundert v. Chr. Einen starken wirtschaftlichen Aufschwung nahm Frattesina ab ca. 1150 v. Chr., etwa gleichzeitig mit dem  Niedergang der Terramare-Kultur der mittleren Po-Ebene.
Die erste urkundliche Erwähnung des Ortes als Villa Comedati fand 1054 statt, als er dem Bischof von Adria Benedikt I. als Lehen gegeben wurde. Um 1104 bauten die Bischöfe hier eine Burg (Castello della Fratta, heute abgegangen), um die sich in der Folge die Bischöfe mit diversen Adeligen (z. B. den Este) stritten. Öfter zerstört und wieder aufgebaut, fiel sie zuletzt an die Pepoli, eine Aristokratenfamilie aus Bologna. Im Jahr 1395 fiel Fratta Polesine an die Republik Venedig und blieb ein Teil von ihr bis zum Frieden von Campo Formio von 1797. Während dieser Zeit erlebte der Ort eine Blüte, viele wohlhabende Venezianer wählten ihn als Sommerfrische und ließen sich hier Villen und Paläste bauen, wie etwa die Villa Badoer. Während der turbulenten Jahre nach der Französischen Revolution fiel der Ort an die Cisalpinische Republik (1797–1805), dann an Napoleons Königreich Italien (1805–1814) und schließlich an das zum Kaisertum Österreich gehörende Königreich Lombardo-Venetien. Der Widerstand gegen die Fremdherrschaft und das Streben nach nationaler Einheit ließ im Ort viele Bewohner dem Geheimbund der Carbonari beitreten, von denen viele 1818 verhaftet wurden. Heute erinnern an sie Gedenktafeln im Ort. 1866 kam der Ort schließlich an das Königreich Italien.

## Gemeindepartnerschaften
- Tulcea, Kreis Tulcea (seit 2001)
- Conversano, Metropolitanstadt Bari
- Trecenta, Provinz Rovigo
- Recanati, Provinz Macerata
- Palazzolo Acreide, Freies Gemeindekonsortium Syrakus

## Persönlichkeiten
- Giacomo Matteotti (1885–1924), Politiker

## Verkehr
Durch die Gemeinde führt die Strada Statale 434 Transpolesana von Verona nach Rovigo. Der Bahnhof liegt ebenfalls an der Bahnstrecke Verona-Rovigo.